# 新田 (倉敷市)
新田（しんでん）は、岡山県倉敷市倉敷地区にある地域である。かつての都窪郡（窪屋郡）新田村（しんでんそん）にあたる。
総人口は4690人（男性2304人、女性2386人）、世帯数は1877世帯（平成24年9月末現在）。郵便番号は、710-0038（倉敷郵便局管区）。

## 概要
倉敷地区の南部にあたり、中心市街地の南方に位置する三角形のような形をしたエリアである。
東に倉敷川、西に葦高との境界となる九間樋から南方に分流した用水が流れ、南には粒江との境界となる用水が流れている。
倉敷川東部に加須山丘陵があり、その西麓となる上名田集落がある。上名田や下灘は、古くは別村（有城村飛地・帯高村飛地・亀山飛地）であったが、1876年（明治9年）に倉敷村に編入され、現在は新田の地域内となっている。
上名田の丘陵部を除けば、全域平地であり、古くは海域で江戸時代における干拓により陸地化した新田地帯で、地域名称もこれに由来する。
平地部は、北部は古新田、中部は後新田、南部は未新田と呼ばれ、古新田・後新田は元和年間に当時の備中松山藩主・池田氏が古新田・後新田の順に開墾した。池田氏が除封され、新たに江戸幕府領となり倉敷支配所となると、慶応年間に未新田が開墾された。幕末における石高は、倉敷村と合わせて1834石8斗9升であった。
明治になると、古新田・後新田・未新田をあわせて窪屋郡新田村と呼ぶようになり、1876年（明治9年）より窪屋郡倉敷村の一部となり、同村の大字新田となる。その後、倉敷町・倉敷市（旧）を経て、倉敷市（新）となり現在に至っている。
現在は域内北部を東西に国道2号バイパスが横断し、さらに東部を倉敷川沿いに岡山県道22号倉敷玉野線、南部を東西に倉敷市道、また西部の近接地を南北に倉敷市道古城池線が縦貫しており、加えて児島地区へ連絡する大型幹線道路も整備されている。
北部は市役所が近く、幹線道路沿いを中心にロードサイド店舗が数多く林立、住宅地も激増し、郊外型の市街地として発展した。人口・企業・交通量も時代を経るにつれ増加の一途をたどっている。一方、道路から離れた平地には農地が多く残っているが、それも徐々に宅地化が進行している。

## 学区
小学校区
全域が倉敷市立倉敷西小学校区。
中学校区
全域が倉敷市立新田中学校区。

## 主要施設
行政施設
- 倉敷水泳センター

教育施設
- 倉敷市立新田中学校
- 新田保育園
- 岡山県立倉敷商業高等学校グラウンド
- 岡山県立南部高等技術専門校

医療施設
- 黄産婦人科

企業
- ミヤケ鋼業
- 加藤産業
- 河上商事
- 晴れの国岡山農業協同組合新田支店

小売店
- ニトリ倉敷店
- マクドナルド
- クライスラー倉敷店

神社仏閣・その他宗教
- 法龍寺
- 住吉神社
- PL教団

公共施設
- 新田公園

他
- 倉敷環境保全会館
- 新田親和会館

## 交通
一般道路
- 国道2号（岡山バイパス）
- 岡山県道22号倉敷玉野線